# جزیره شبح

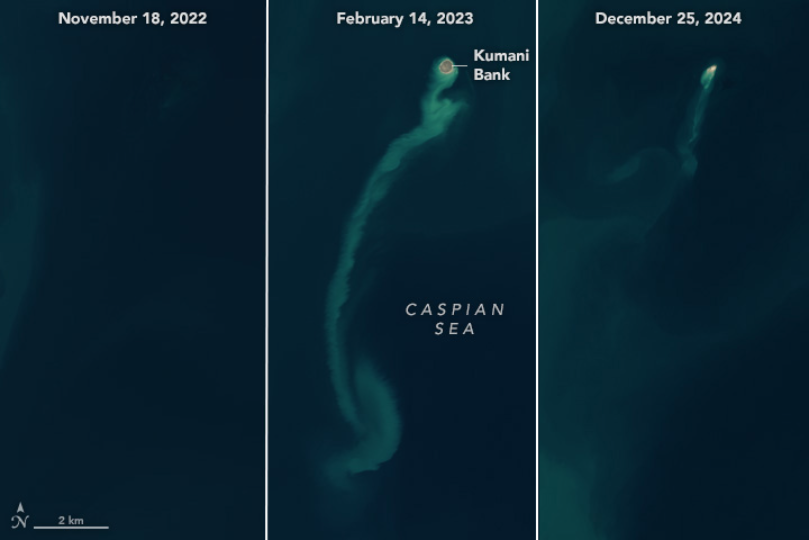
روند پیدایش و ناپدید شدن جزیرۀ شبح، از ۲۰۲۲ تا ۲۰۲۴

جزیرهٔ شبح یک جزیرهٔ موقت و گذرا در دریای خزر بود که در نتیجهٔ فوران یک گل‌فشان زیرآبی به نام کومانی بانک (به انگلیسی: Kumani Bank) در نزدیکی سواحل جمهوری آذربایجان شکل گرفت. این جزیره نخستین بار در ۳۰ ژانویهٔ ۲۰۲۳ توسط تصاویر ماهواره‌ای ناسا شناسایی شد و به دلیل ظاهر شدن ناگهانی و ناپدید شدن تدریجی‌اش، به‌عنوان «جزیرهٔ شبح» شناخته شد. اندازهٔ این جزیره در زمان اوج پیدایش خود، یعنی ۴ فوریه، به حدود ۴۰۰ متر رسید و تا پایان سال ۲۰۲۴ تقریباً به‌طور کامل فرسایش یافته و دوباره به زیر سطح دریا بازگشت.
این پدیده بخشی از فعالیت‌های گل‌فشانی گسترده‌ای است که در حوضهٔ جنوبی دریای خزر و به‌ویژه در سواحل جمهوری آذربایجان رخ می‌دهد؛ منطقه‌ای که به دلیل وجود منابع عظیم گاز طبیعی (به‌ویژه متان) و فشارهای زیرزمینی، یکی از فعال‌ترین نقاط جهان از نظر گل‌فشان‌های دریایی محسوب می‌شود. بررسی‌های علمی بر پایهٔ تصاویر ماهواره‌ای لندست ۸ و لندست ۹ روند شکل‌گیری، تغییرات و محو شدن این جزیره را طی دو سال مستند کرده‌اند.
پدیدهٔ جزایر گذرا در نقاط دیگری از جهان نیز رخ داده است، مانند جزایر آتشفشانی موقت در ژاپن و تونگا. جزیرهٔ شبح به‌دلیل ماهیت کوتاه‌مدت و ارتباط مستقیم با فعالیت‌های گل‌فشانی زیرآبی، مورد توجه زمین‌شناسان، اقلیم‌شناسان و آژانس‌های فضایی قرار گرفته و در رسانه‌های بین‌المللی بازتاب گسترده‌ای یافته است.

## تاریخچه
به گزارش پایگاه لایوساینس، گل‌فشان زیرآبی کومانی بانک از زمان شناسایی در سال ۱۸۶۱ تاکنون هشت مرتبه فوران کرده است. هر یک از این فوران‌ها تنها چند روز دوام داشته‌اند؛ با این حال، در اغلب آن‌ها توده‌های موقتی خشکی بر سطح آب دریای خزر پدیدار شده‌اند. بزرگ‌ترین فوران ثبت‌شده این گل‌فشان در سال ۱۹۵۰ رخ داد و به تشکیل جزیره‌ای با قطری حدود ۷۰۰ متر و ارتفاعی نزدیک به ۶ متر از سطح دریا انجامید.
گل‌فشان‌ها بر خلاف آتشفشان‌های متداول، فاقد خروج گدازه و خاکستر هستند و به‌جای آن ترکیبی از گل، آب و گازهای طبیعی داغ را به سطح زمین منتقل می‌کنند. این پدیده‌ها در مقایسه با آتشفشان‌های کلاسیک از شدت و قدرت تخریبی کمتری برخوردارند؛ با این وجود، به دلیل آزادسازی حجم قابل توجهی از گازهای طبیعی تحت فشار، می‌توانند خطرناک باشند. در شرایطی خاص، جرقهٔ ناشی از برخورد ذرات سنگ یا تماس گازهای داغ، قابلیت ایجاد انفجارهای آتشین را دارد.
در سال ۲۰۲۱ نیز فوران یکی از گل‌فشان‌های مجاور کومانی بانک موجب شکل‌گیری ستونی عظیم از شعله‌های آتش بر سطح دریای خزر شد؛ رخدادی که تصاویر ماهواره‌ای به‌روشنی آن را ثبت کرده‌اند.

## موارد مشابه
پیدایش جزایر موقتی ناشی از فوران‌های آتشفشانی، منحصر به دریای خزر نیست. در سال ۲۰۱۵، جزیره‌ای به مساحت ۱٫۹ کیلومتر مربع در اقیانوس آرام جنوبی، در اثر فوران آتشفشان زیرآبی هونگا تونگا-هونگا هائاپائی در تونگا شکل گرفت. این جزیره تا سال ۲۰۲۲ باقی ماند و سپس در پی یکی از شدیدترین فوران‌های ثبت‌شده، به‌طور کامل نابود شد. بررسی‌های بعدی نشان داد که این انفجار احتمالاً گونه‌هایی از میکروب‌ها را که به‌صورت انحصاری در آن زیستگاه تکامل یافته بودند، از بین برد.
در اکتبر ۲۰۲۳، فوران شدیدی در نزدیکی سواحل جزیرهٔ ایوو جیما ژاپن به شکل‌گیری تودهٔ خشکی موقتی منجر شد که نی‌ئی‌جیما یا جزیرهٔ جدید نام گرفت. این جزیره به عرض حدود ۱۰۰ متر و ارتفاع ۲۰ متر رسید و به‌وضوح از فضا قابل مشاهده بود. اما در مارس ۲۰۲۴، تصاویر پهپادی نشان داد که با وجود تداوم نشانه‌های فعالیت آتشفشانی، جزیره به‌سرعت در حال فرورفتن در دریا است.